# اشغال بوشهر
اشغال بوشهر یا بوشهر تحت تصرف بریتانیا (به انگلیسی: Bushire Under British Occupation) به سه بار ورود نیروهای ارتش بریتانیا به بوشهر و اشغال این منطقه در دوره قاجاریان، پیش از و در طول جنگ جهانی اول اشاره دارد.

## اهمیت بوشهر برای بریتانیا
به نوشته دانشنامه ایرانیکا، از ۱۷۶۳ کمپانی هند شرقی بریتانیا متعلق بندر بوشهر حضور یافت زیرا به لحاظ تجاری حائز اهمیت بود. بعدها بریتانیا با کریم‌خان زند مشکل پیدا کرد. از این‌رو تجارت خود را در بندر بصره متمرکز کرد اما با تصرف بصره توسط کریم خان، بریتانیایی‌ها در سال ۱۷۷۸ پایگاه تجاری خود در خلیج فارس را دوباره در بوشهر مستقر کرده و از آن پس تا حدود یک قرن به‌طور مستمر به افزایش نفوذ خود در خلیج فارس مشغول بودند.

## اشغال اول - ۱۲۱۷ خورشیدی (۱۸۳۸ میلادی)
نخستین اشغال بوشهر در سال ۱۲۵۴ قمری (۱۲۱۷ خورشیدی - ۱۸۳۸ میلادی) در زمان سلطنت محمدشاه قاجار بود که یک فروند کشتی انگلیسی در برابر بوشهر لنگر انداخت و ۵۰۰ نفر پیاده شدند و در کوتی که خانه بالیوز انگلیسی در آنجا بود، منزل نمودند. این اقدام انگلیس برای در تنگنا قرار دادن شاه برای رفع محاصره هرات بود. این امر منجر به پیدایش جنب‌وجوشی در بوشهر شد و به دنبال آن گروه‌های مردمی به رهبری باقرخان تنگستانی و شیخ حسن آل عصفور (مجتهد بوشهر) و عشایر جنوب(ایل قشقایی) انگلیسی‌ها را از بوشهر اخراج کردند.

## اشغال دوم - ۱۲۳۵ خورشیدی (۱۸۵۶ میلادی)
وقتی دوست‌محمد خان، حاکم وقت قندهار و کابل در سال ۱۸۵۵ هرات را تصرف کرد، ناصرالدین‌شاه قاجار دستور لشکرکشی به هرات را صادر کرد. هرات شهری محل منازعه میان ایران، امپراتوری روسیه و بریتانیا بود. با تصرف هرات به دست ایران، دولت وقت بریتانیا به ایران اعلان جنگ داد. چون حکومت ایران نسبت به واکنش بریتانیا بی‌اعتنا بود، بریتانیا در سال ۱۸۵۶ به بوشهر حمله‌ور شد و آن را به تلافی و جهت فشار به ایران برای خروج از هرات، اشغال کرد. در آن هنگام محمد کریم خان کرمانی با نوشتن کتابی تحت عنوان ناصریه مردم را برای دفاع از حمله انگلستان تحریک می‌کرد.
این اشغال با معاهده پاریس در سال ۱۸۵۷ پایان یافت. ایران متعهد به خروج از هرات و به رسمیت شناختن افغانستان شد و نظامیان بریتانیایی بوشهر را ترک کردند. گفتنی است در ۱۲ ژوئن ۱۸۵۷، کارل مارکس زمانی که در لندن اقامت داشت مقاله‌ای با عنوان «معاهده پارسی» نوشت و بندهایی از معاهده پاریس را نقد کرد و بریتانیا را به خاطر تصرف بوشهر و مناطق جنوبی سرزنش کرد.

## اشغال سوم - ۱۲۹۴ خورشیدی (۱۹۱۵ میلادی)

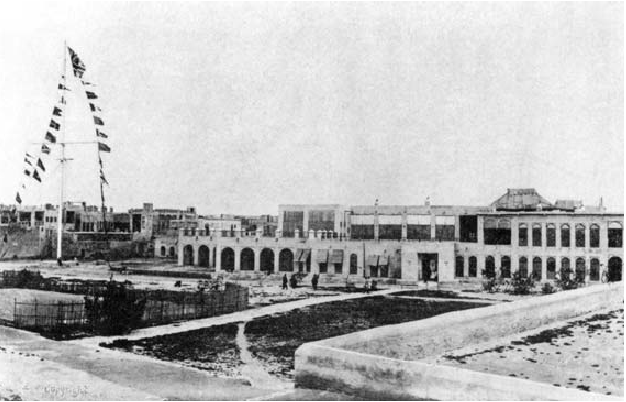
مرکز فرماندهی ارتش بریتانیا در بوشهر ۱۲۸۱ (۱۹۰۲)

تا نیمه قرن نوزدهم، برتری بریتانیا در خلیج فارس به توسعه بندر بوشهر متکی بود. اما از اواخر این قرن نظر دیگر کشورها مانند امپراتوری آلمان نسبت به بوشهر جلب شد و دفاتر کنسولی در بوشهر راه انداختند. روابط تجاری ایران با آلمان و خرید کشتی از آن برای بریتانیا که موقعیت گمرکی خود را حفظ کرده بود، ناخوشایند بود.
بر طبق اسناد، ویلهلم واسموس در سال ۱۹۱۳ به عنوان کنسول دوم آلمان وارد بوشهر شد. با شروع جنگ جهانی اول در سال ۱۹۱۴، کنسولگری آلمان برای مقابله با انگلیس فعال شد. به این ترتیب واسموس با عشایر جنوب و از جمله با رئیس‌علی دلواری و صولت الدوله روابط نزدیک یافت. از طرف دیگر ایران برای پرهیز از وارد شدن در جنگ جهانی اول، اعلام بی‌طرفی کرد. رقابت بریتانیا و آلمان سرانجام با دستگیری دو مقام کنسولی آلمان در بوشهر به دست نیروهای بریتانیایی به اوج رسید. دولت وقت ایران و مردم بوشهر به این اقدام اعتراض کردند. از جمله این اعتراضات تلگرافی از موقرالدوله، حاکم وقت بوشهر به تهران به شرح زیر است:
"الساعه که نیم ساعت به ظهر مانده از مسجد نو بوشهر برگشتم، هیجان عمومی به درجه‌ای است که فوق تصور است. چنین ازدحامی در بوشهر هرگز دست نداده بود و کل علما و عموم طبقات اهالی حضور داشته، ملخص خطابه علما این بود که سه سال است بدون اینکه هیچ ضرر مالی و جانی از بنادر به انگلیس رسیده باشد در آنجا اخلال کرده و عده قشون نگاه داشته و حالا هم هتک حرمت و نقض بیطرفی دولت را کرده… دست از حقوق مشروعه برنمی‌داریم و اگر ما را بکشند ایلات و عشایر و اهالی غیور جنوب زنده هستند و به وظیفه اسلامیت و ایرانیت رفتار خواهند کرد… حالیه مردم منتظر نتیجه هستند… و هیچ شبهه نیست که باز اجتماع خواهند کرد".
در ۱۶ مرداد ۱۲۹۴‏/۸ اوت ۱۹۱۵ م./۲۶ رمضان ۱۳۳۳ ق.، نیروهای ارتش بریتانیا و مستعمره آن راج بریتانیا (هند) از زمین و دریا با حمایت توپخانه ناوگان دریایی وارد بوشهر شدند و با صدور اعلامیه‌ای در سطح شهر اشغال بوشهر را اعلام کردند. در این اعلامیه آمده‌بود که سرگرد آرتور پرسکات تره‌ور (به انگلیسی: Arthur Prescott Trevor) به دستور دولت بریتانیا تمامی امور حکومت بوشهر را با سمت «فرمانده حکومت نظامی از طرف دولت بریتانیا» به‌دست گرفته‌است. از طرف دیگر چون دولت ایران نمی‌تواند «نظم و امنیت را در شهر بوشهر و حوالی» برقرار کند، بریتانیا، «کراهتا» مجبور شد به این اقدام دست بزند. بر طبق اعلامیه، این اقدام «توسط دولت اعلیحضرت به علت ضرورتی صورت گرفته‌است. ضرورتی که به واسطه حمله اسف بار اخیر ایلات به بوشهر در آن دو افسر انگلیسی کشته و سه سرباز مجروح شدند.»
اقدام بریتانیا سرآغاز رشته مبارزات تنگستانی‌ها همراه با کمک‌های واسموس در برابر این اشغال بود. از نکات قابل ذکر در اشغال بوشهر، این بود که بریتانیا تمبرها را با عنوان مورد نظر خود مهر می‌کرد. روی این تمبر نوشته شده بود: «بوشهر در تصرف بریتانیا». گفته می‌شود تا پایان اشغال بوشهر در مهرماه ۱۲۹۴، انواعی از این تمبر به چاپ رسید.
نیروهای بریتانیایی، نیروهای محلی ژاندارمری بوشهر را خلع سلاح کرده، ۳ شناور مستقر در بندر یعنی ناوچه مظفری و قایق‌های مسلح آذربایجان و مازندران را ضبط کرده و پرچم بریتانیا را بر فراز دارالحکومه بوشهر (عمارت امیریه) برافراشتند.

## اقدامات حکومت نظامی بریتانیا در بوشهر

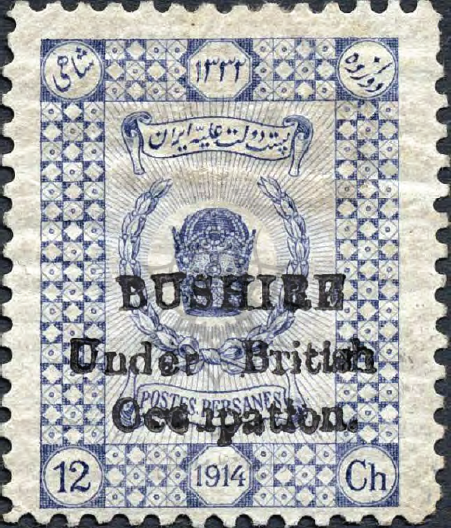
تمبر صادرشده با مهر «BUSHIRE Under British Occupation»

مرکز فرماندهی و تدارکاتی عملیات نیروهای ارتش بریتانیا در میان‌رودان (علیه امپراتوری عثمانی) بوشهر بود؛ بنابراین کنترل این منطقه اهمیت زیادی برای بریتانیا داشت. بریتانیا گلوگاه‌های ورودی به بوشهر را با نصب سنگر، پست نگهبانی، توپخانه و سیم خاردار مسدود کرد. روز بعد از اعلام اشغال، بریتانیایی‌ها ۱۴ نفر از کسانی که به صورت مسالمت‌آمیز به اشغال اعتراض کرده‌بودند را دستگیر کرده و به هندوستان تبعید کردند.

## یادکرد منابع
1. ↑  مشایخی، نقض بی‌طرفی ایران در جنگ جهانی اول و اشغال بوشهر توسط قوای انگلیس (۸ اوت ۱۹۱۵ م / ۲۶ رمضان ۱۳۳۳ ه‍.ق).
2. ↑  مشایخی، بازخوانی تاریخ معاصر شیوه‌های انگلستان در کنترل قیام‌های ضداستعماری.
3. ↑  Amanat and  Vejdani, Iran Facing Others: Identity Boundaries in a Historical Perspective.
4. ↑  Amanat and  Vejdani, Iran Facing Others: Identity Boundaries in a Historical Perspective.
5. ↑  Amanat and  Vejdani, Iran Facing Others: Identity Boundaries in a Historical Perspective.
6. ↑  یاحسینی و  جودکی، تَنگِستانی‌ها.
7. ↑  یاحسینی و  جودکی، تَنگِستانی‌ها.
8. ↑  یاحسینی و  جودکی، تَنگِستانی‌ها.
9. ↑  یاحسینی و  جودکی، تَنگِستانی‌ها.
10. ↑  Amanat and  Vejdani, Iran Facing Others: Identity Boundaries in a Historical Perspective.
11. ↑  آذرنگ.
12. ↑  مشایخی، نقض بی‌طرفی ایران در جنگ جهانی اول و اشغال بوشهر توسط قوای انگلیس (۸ اوت ۱۹۱۵ م / ۲۶ رمضان ۱۳۳۳ ه‍.ق).
13. ↑  یاحسینی و  جودکی، تَنگِستانی‌ها.
14. ↑  یاحسینی و  جودکی، تَنگِستانی‌ها.
15. ↑  مشایخی، بازخوانی تاریخ معاصر شیوه‌های انگلستان در کنترل قیام‌های ضداستعماری.
16. ↑  مشایخی، بازخوانی تاریخ معاصر شیوه‌های انگلستان در کنترل قیام‌های ضداستعماری.
17. ↑  مشایخی، بازخوانی تاریخ معاصر شیوه‌های انگلستان در کنترل قیام‌های ضداستعماری.
18. ↑  مشایخی، بازخوانی تاریخ معاصر شیوه‌های انگلستان در کنترل قیام‌های ضداستعماری.
19. ↑  مشایخی، نقض بی‌طرفی ایران در جنگ جهانی اول و اشغال بوشهر توسط قوای انگلیس (۸ اوت ۱۹۱۵ م / ۲۶ رمضان ۱۳۳۳ ه‍.ق).
20. ↑  یاحسینی و  جودکی، تَنگِستانی‌ها.
21. ↑  یاحسینی و  جودکی، تَنگِستانی‌ها.
22. ↑  یاحسینی و  جودکی، تَنگِستانی‌ها.
23. ↑  یاحسینی و  جودکی، تَنگِستانی‌ها.
24. ↑  Amanat and  Vejdani, Iran Facing Others: Identity Boundaries in a Historical Perspective.
25. ↑  Amanat and  Vejdani, Iran Facing Others: Identity Boundaries in a Historical Perspective.
26. ↑  مشایخی، بازخوانی تاریخ معاصر شیوه‌های انگلستان در کنترل قیام‌های ضداستعماری.
27. ↑  مشایخی، بازخوانی تاریخ معاصر شیوه‌های انگلستان در کنترل قیام‌های ضداستعماری.
28. ↑  مشایخی، بازخوانی تاریخ معاصر شیوه‌های انگلستان در کنترل قیام‌های ضداستعماری.
29. ↑  Amanat and  Vejdani, Iran Facing Others: Identity Boundaries in a Historical Perspective.
30. ↑  مشایخی، بازخوانی تاریخ معاصر شیوه‌های انگلستان در کنترل قیام‌های ضداستعماری.
31. ↑  مشایخی، بازخوانی تاریخ معاصر شیوه‌های انگلستان در کنترل قیام‌های ضداستعماری.
32. ↑  مشایخی، نقض بی‌طرفی ایران در جنگ جهانی اول و اشغال بوشهر توسط قوای انگلیس (۸ اوت ۱۹۱۵ م / ۲۶ رمضان ۱۳۳۳ ه‍.ق).
33. ↑  مشایخی، نقض بی‌طرفی ایران در جنگ جهانی اول و اشغال بوشهر توسط قوای انگلیس (۸ اوت ۱۹۱۵ م / ۲۶ رمضان ۱۳۳۳ ه‍.ق).
34. 1 2  مرکز دائرةالمعارف بزرگ اسلامی.
35. ↑  مشایخی، بازخوانی تاریخ معاصر شیوه‌های انگلستان در کنترل قیام‌های ضداستعماری.
36. ↑  مشایخی، بازخوانی تاریخ معاصر شیوه‌های انگلستان در کنترل قیام‌های ضداستعماری.
37. ↑  مشایخی، بازخوانی تاریخ معاصر شیوه‌های انگلستان در کنترل قیام‌های ضداستعماری.
38. ↑  مشایخی، بازخوانی تاریخ معاصر شیوه‌های انگلستان در کنترل قیام‌های ضداستعماری.
39. ↑  هژبریان.
40. ↑  آذرنگ.
41. ↑  مشایخی، نقض بی‌طرفی ایران در جنگ جهانی اول و اشغال بوشهر توسط قوای انگلیس (۸ اوت ۱۹۱۵ م / ۲۶ رمضان ۱۳۳۳ ه‍.ق).
42. ↑  مشایخی، بازخوانی تاریخ معاصر شیوه‌های انگلستان در کنترل قیام‌های ضداستعماری.
43. ↑  شیخ نوری، محمدامیر (۱۳۸۳). «صدای تاریخ بوشهر». زمانه (۲۴).
44. ↑  «باقرخان تنگستانی». دانشنامه جهان اسلام.
45. ↑  منصف (۲۰۱۷-۰۴-۰۲). «ناصریه، در اشغال بوشهر توسط انگلستان». دریافت‌شده در ۲۰۱۷-۰۴-۰۲.
46. ↑  | صدمین سالگرد اشغال بوشهر توسط بریتانیا بی‌بی‌سی فارسی، ۱۶ مرداد ۱۳۹۴
47. ↑  مشایخی، بازخوانی تاریخ معاصر شیوه‌های انگلستان در کنترل قیام‌های ضداستعماری.
48. ↑  مشایخی، نقض بی‌طرفی ایران در جنگ جهانی اول و اشغال بوشهر توسط قوای انگلیس (۸ اوت ۱۹۱۵ م / ۲۶ رمضان ۱۳۳۳ ه‍.ق).
49. ↑  مشایخی، بازخوانی تاریخ معاصر شیوه‌های انگلستان در کنترل قیام‌های ضداستعماری.
50. ↑  مشایخی، نقض بی‌طرفی ایران در جنگ جهانی اول و اشغال بوشهر توسط قوای انگلیس (۸ اوت ۱۹۱۵ م / ۲۶ رمضان ۱۳۳۳ ه‍.ق).